# ريفرسايد (كاليفورنيا)
ريفرسايد هي مدينة وعاصمة مقاطعة ريفرسايد في ولاية كاليفورنيا الأمريكية. سُميت المدينة نسبةً إلى موقعها بجانب نهر سانتا آنا. وفقًا لتعداد عام 2020، يبلغ عدد سكانها 314,998 نسمة، مما يجعلها أكبر مدينة في منطقة إينلاند إمباير ومقاطعة ريفرسايد، والمدينة الثانية عشرة من حيث عدد السكان في كاليفورنيا، والمدينة الحادية والستين من حيث عدد السكان في الولايات المتحدة. إلى جانب سان برناردينو، تُعد ريفرسايد مدينة رئيسية في منطقة إحصائية حضرية تُعد الثالثة عشرة على مستوى الولايات المتحدة، حيث بلغ عدد سكان منطقة ريفرسايد–سان برناردينو–أونتاريو 4.6 مليون نسمة في عام 2020. تقع ريفرسايد على بعد حوالي 50 ميلًا (80 كم) جنوب شرق وسط مدينة لوس أنجلوس، وهي جزء من منطقة لوس أنجلوس الكبرى.
تأسست ريفرسايد في أوائل سبعينيات القرن التاسع عشر، وتُعتبر مهد صناعة الحمضيات في كاليفورنيا، وتضم مبنى ميشن إن، وهو أكبر مبنى على طراز إحياء المهام في الولايات المتحدة. كما تضم مقبرة ريفرسايد الوطنية والقسم الشرقي للمحكمة الفيدرالية للمنطقة الوسطى في كاليفورنيا.

تقع جامعة كاليفورنيا، ريفرسايد، في الجزء الشمالي الشرقي من المدينة، وتستضيف مجمع ريفرسايد الرياضي. من المعالم الأخرى في ريفرسايد مركز فوكس للفنون الأدائية، ومتحف ريفرسايد الذي يضم معروضات وقطع أثرية عن التاريخ المحلي، ومتحف كاليفورنيا للتصوير الفوتوغرافي، وحديقة كاليفورنيا التاريخية للحمضيات، وقلعة بارك، وشجرة برتقال نافيل واشنطن الأصلية، وهي واحدة من شجرتي البرتقال النافيل الأصليتين في كاليفورنيا.

## المناخ
يظهر الجدول التالي التغييرات المناخية على مدار السنة لريفرسايد:
| البيانات المناخية لـريفرسايد | البيانات المناخية لـريفرسايد | البيانات المناخية لـريفرسايد | البيانات المناخية لـريفرسايد | البيانات المناخية لـريفرسايد | البيانات المناخية لـريفرسايد | البيانات المناخية لـريفرسايد | البيانات المناخية لـريفرسايد | البيانات المناخية لـريفرسايد | البيانات المناخية لـريفرسايد | البيانات المناخية لـريفرسايد | البيانات المناخية لـريفرسايد | البيانات المناخية لـريفرسايد | البيانات المناخية لـريفرسايد |
| الشهر | يناير                        | فبراير                       | مارس                         | أبريل                        | مايو                         | يونيو                        | يوليو                        | أغسطس                        | سبتمبر                       | أكتوبر                       | نوفمبر                       | ديسمبر                       | المعدل السنوي                |
| --- | ---------------------------- | ---------------------------- | ---------------------------- | ---------------------------- | ---------------------------- | ---------------------------- | ---------------------------- | ---------------------------- | ---------------------------- | ---------------------------- | ---------------------------- | ---------------------------- | ---------------------------- |
| الدرجة القصوى °ف (°م) | 94 (34)                      | 94 (34)                      | 102 (39)                     | 105 (41)                     | 110 (43)                     | 118 (48)                     | 118 (48)                     | 113 (45)                     | 115 (46)                     | 109 (43)                     | 100 (38)                     | 94 (34)                      | 118 (48)                     |
| متوسط درجة الحرارة الكبرى °ف (°م) | 66.5 (19.2)                  | 67.2 (19.6)                  | 71.0 (21.7)                  | 75.3 (24.1)                  | 80.2 (26.8)                  | 84.8 (29.3)                  | 92.9 (33.8)                  | 94.3 (34.6)                  | 90.3 (32.4)                  | 81.8 (27.7)                  | 73.8 (23.2)                  | 66.6 (19.2)                  | 78.8 (26.0)                  |
| متوسط درجة الحرارة الصغرى °ف (°م) | 43.3 (6.3)                   | 44.2 (6.8)                   | 46.5 (8.1)                   | 50.4 (10.2)                  | 55.6 (13.1)                  | 59.7 (15.4)                  | 63.9 (17.7)                  | 64.5 (18.1)                  | 61.9 (16.6)                  | 54.9 (12.7)                  | 46.9 (8.3)                   | 42.5 (5.8)                   | 52.9 (11.6)                  |
| أدنى درجة حرارة °ف (°م) | 18 (−8)                      | 24 (−4)                      | 25 (−4)                      | 29 (−2)                      | 33 (1)                       | 35 (2)                       | 41 (5)                       | 40 (4)                       | 37 (3)                       | 30 (−1)                      | 23 (−5)                      | 21 (−6)                      | 18 (−8)                      |
| الهطول إنش (مم) | 2.09 (53)                    | 2.51 (64)                    | 1.66 (42)                    | 0.77 (20)                    | 0.15 (3.8)                   | 0.08 (2.0)                   | 0.04 (1.0)                   | 0.11 (2.8)                   | 0.13 (3.3)                   | 0.51 (13)                    | 0.83 (21)                    | 1.45 (37)                    | 10.33 (262)                  |
| متوسط أيام هطول الأمطار (≥ 0.01 in) | 5.5                          | 5.9                          | 5.1                          | 2.5                          | 1.0                          | 0.3                          | 0.5                          | 0.3                          | 1.0                          | 1.7                          | 2.7                          | 3.9                          | 30.4                         |
| المصدر: NOAA (temperature normals and records at Riverside Municipal Airport, precipitation normals at "Riverside Fire STN 3" (33°57′04″N 117°23′17″W / 33.9511°N 117.3881°W) |                              |                              |                              |                              |                              |                              |                              |                              |                              |                              |                              |                              |                              |

## توأمة
لريفرسايد (كاليفورنيا) اتفاقيات توأمة مع كل من:
- إرلنغن (2013 - )
- سنداي
- كواوتلا [الإنجليزية]‏
- إنسينادا
- جيانغمن
- حي كانغنام
- حيدر آباد
- أوبواسي
- البينيانو

## أعلام
- كيلي مارتن
- فيل إيفي
- بوب رول
- روندا روزي
- عليا شوكت
- إيتا جيمس
- كاواي ليونارد
- إديث إيفانسون
- دوروثي بوينتون هيل
- دانيال كيركوود